# Osbornellus vicinus
Osbornellus vicinus är en insektsart som beskrevs av Rauno E. Linnavuori och Heller 1961. Osbornellus vicinus ingår i släktet Osbornellus och familjen dvärgstritar. Inga underarter finns listade i Catalogue of Life.